# صفرعلی اسماعیلی
علی اسماعیلی نمایندهٔ دورهٔ دهم از حوزهٔ انتخابیهٔ نور و محمودآباد در استان مازندران است. وی با کسب ۳۶٬۸۹۱ رای از مجموع ۱۳۶٬۳۳۱ رای معادل ۲۷٫۰۶٪ درصد آرا به مجلس راه پیدا کرد.